# بالشا کوپریویکا
بالشا کوپریویکا (سیریلیک صربی: Балша Копривица؛ زادهٔ ۱ مهٔ ۲۰۰۰) بازیکن بسکتبال اهل صربستان است.

## حرفه
وی در مسابقات کشوری و بین‌المللی در مجموع برندهٔ ۱ مدال طلا شده‌است.